# 호쿠토시 (홋카이도)
호쿠토시(일본어: 北斗市)는 일본 홋카이도 남부 오시마 종합진흥국 관내의 시이다.
2006년 2월 1일에 가미이소군(上磯郡) 가미이소정(上磯町)과 가메다군(亀田郡) 오노정(大野町)이 통합하여 인구 약 5만 명의 시로 발족했다. 하코다테시와 인접하여 위성 도시로 발전하고 있으며 인구는 오시마 종합진흥국 관내에서 하코다테시 다음으로 많다.

## 지리
남동부 대부분이 평야이고 서부는 산지이다. 남쪽은 하코다테만과 접하고 중앙부에는 남북으로 오노강이 흐른다.

### 기후
쾨펜의 기후 구분에 따르면 냉대 습윤 기후(Dfa)이다. 하코다테 근교이지만 보다 내륙에 위치하기 때문에 최근에도 영하 20도 근처까지 내려가기도 한다.
| 호쿠토시의 기후                                              | 호쿠토시의 기후 | 호쿠토시의 기후 | 호쿠토시의 기후 | 호쿠토시의 기후 | 호쿠토시의 기후 | 호쿠토시의 기후 | 호쿠토시의 기후 | 호쿠토시의 기후 | 호쿠토시의 기후 | 호쿠토시의 기후 | 호쿠토시의 기후 | 호쿠토시의 기후 | 호쿠토시의 기후 |
| 월                                                           | 1월             | 2월             | 3월             | 4월             | 5월             | 6월             | 7월             | 8월             | 9월             | 10월            | 11월            | 12월            | 연간            |
| ------------------------------------------------------------ | --------------- | --------------- | --------------- | --------------- | --------------- | --------------- | --------------- | --------------- | --------------- | --------------- | --------------- | --------------- | --------------- |
| 역대 최고 기온 °C (°F)                                       | 9.2 (48.6)      | 10.7 (51.3)     | 16.7 (62.1)     | 25.1 (77.2)     | 28.2 (82.8)     | 29.5 (85.1)     | 33.6 (92.5)     | 34.0 (93.2)     | 32.5 (90.5)     | 28.2 (82.8)     | 20.8 (69.4)     | 15.4 (59.7)     | 34.0 (93.2)     |
| 일평균 최고 기온 °C (°F)                                     | 0.2 (32.4)      | 1.0 (33.8)      | 5.0 (41.0)      | 11.6 (52.9)     | 16.9 (62.4)     | 20.5 (68.9)     | 23.9 (75.0)     | 25.8 (78.4)     | 22.9 (73.2)     | 16.7 (62.1)     | 9.3 (48.7)      | 2.4 (36.3)      | 13.0 (55.4)     |
| 일일 평균 기온 °C (°F)                                       | −3.5 (25.7)     | −2.9 (26.8)     | 0.9 (33.6)      | 6.6 (43.9)      | 11.8 (53.2)     | 15.9 (60.6)     | 19.8 (67.6)     | 21.5 (70.7)     | 18.0 (64.4)     | 11.5 (52.7)     | 5.0 (41.0)      | −1.2 (29.8)     | 8.6 (47.5)      |
| 일평균 최저 기온 °C (°F)                                     | −8.1 (17.4)     | −7.8 (18.0)     | −3.7 (25.3)     | 1.5 (34.7)      | 7.0 (44.6)      | 11.9 (53.4)     | 16.6 (61.9)     | 17.9 (64.2)     | 13.4 (56.1)     | 6.3 (43.3)      | 0.6 (33.1)      | −5.2 (22.6)     | 4.2 (39.6)      |
| 역대 최저 기온 °C (°F)                                       | −19.6 (−3.3)    | −19.4 (−2.9)    | −16.1 (3.0)     | −10.8 (12.6)    | −1.2 (29.8)     | 4.0 (39.2)      | 8.4 (47.1)      | 9.2 (48.6)      | 2.0 (35.6)      | −3.3 (26.1)     | −14.8 (5.4)     | −18.6 (−1.5)    | −19.6 (−3.3)    |
| 평균 강수량 mm (인치)                                        | 67.0 (2.64)     | 55.8 (2.20)     | 56.1 (2.21)     | 68.6 (2.70)     | 86.4 (3.40)     | 79.8 (3.14)     | 129.5 (5.10)    | 158.5 (6.24)    | 142.6 (5.61)    | 111.7 (4.40)    | 106.2 (4.18)    | 87.5 (3.44)     | 1,149.7 (45.26) |
| 평균 강우일수                                                | 14.8            | 12.3            | 12.2            | 10.1            | 10.3            | 8.3             | 9.6             | 9.4             | 11.0            | 12.1            | 14.3            | 16.1            | 140.5           |
| 평균 월간 일조시간                                           | 66.8            | 83.1            | 133.5           | 172.2           | 189.2           | 161.7           | 116.7           | 137.2           | 152.8           | 147.9           | 97.0            | 63.5            | 1,521.6         |
| 출처: 일본 기상청 (평년값: 1991년~2020년, 극값: 1976년~현재) |                 |                 |                 |                 |                 |                 |                 |                 |                 |                 |                 |                 |                 |

## 역사
- 1900년 - 정촌 합병으로 가미이소군 가미이소촌, 가메다군 오노촌이 성립하였다.
- 1918년 - 가미이소촌이 정으로 승격해 가미이소정이 되었다.
- 1957년 - 오노촌이 정으로 승격해 오노정이 되었다.
- 2006년 - 가미이소정, 오노정이 합병해 호쿠토시가 성립하였다.

## 산업
기간산업은 농업(벼농사, 밭농사), 어업과 같은 1차 산업이다. 근래에는 하코다테시와 가까운 동부 지역이 공업지대로 개발되고 있다. 또 하코다테의 주택 지역으로 인구 유입도 많아 대규모 상업 시설도 입지하고 있다. 공업 면에서는 ‘석회석의 보고’인 가로 광산이 있고, 그것을 원료로 한 시멘트 제조 등이 100년 이상 전부터 행해지고 있다.

## 교통

### 철도
- 홋카이도 여객철도
  - 하코다테 본선
  - 홋카이도 신칸센

- 도난 이사리비 철도
  - 도난 이사리비 철도선

### 도로
- 하코다테에사시 자동차도
- 국도 227호선
- 국도 228호선(일본어판)